# Партизан (Тульская область)
Партиза́н — посёлок в Узловском районе Тульской области России.
В рамках административно-территориального устройства является центром Партизанской сельской администрации Узловского района, в рамках организации местного самоуправления входит в Шахтёрское сельское поселение.

## География
Расположен в 8 км к юго-западу от железнодорожной станции Узловая I (города Узловая).

## Население
| 1959  | 1970  | 1979  | 1989  | 2002  | 2010  | 2011  |
| ----- | ----- | ----- | ----- | ----- | ----- | ----- |
| 9178  | ↘5917 | ↘4807 | ↘3559 | ↘2534 | ↘2280 | ↗2353 |
| 2019  | 2021  |       |       |       |       |       |
| ↘2055 | ↘2038 |       |       |       |       |       |

## История

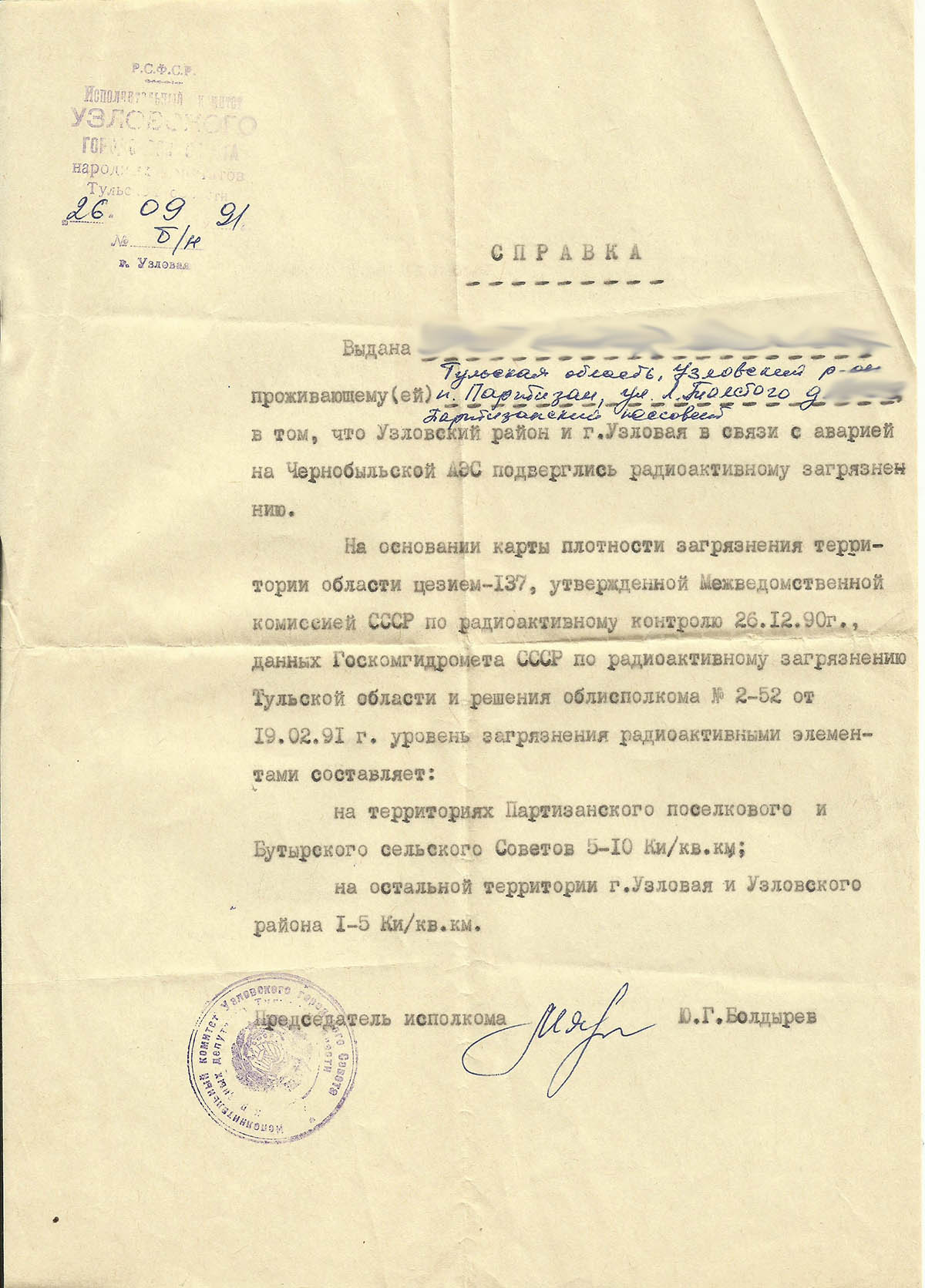
Справка о радиоактивном загрязнении на территории Партизанского поселкового и Бутырского сельского советов

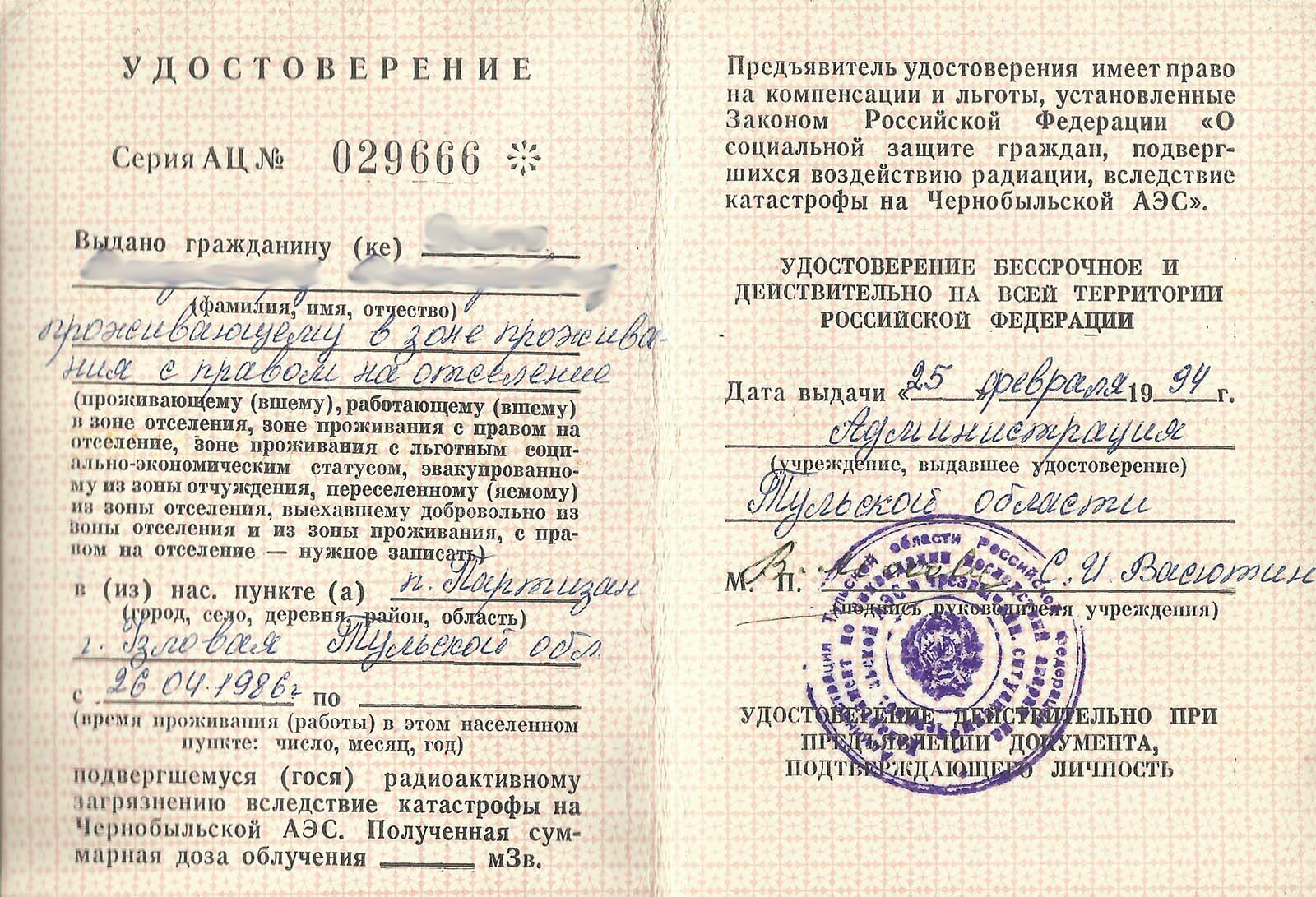
Удостоверение, в зоне проживания с правом на отселение

Населённый пункт основан в 1949 году как рабочий посёлок для горняков шахты № 12, предположительно название посёлок получил вследствие того, что во время ВОВ в данной местности действовал партизанский отряд.
В 1958 году Партизан получил статус посёлка городского типа.
В 1986 году в связи с аварией на Чернобыльской АЭС территория посёлка подверглась значительному радиоактивному загрязнению, после принятия соответствующего закона (Закон РФ от 15.05.91 N 1244-I) посёлку был присвоен особый статус «зона отселения», в связи с принятием закона в новой редакции статус посёлка был изменён на статус «зона проживания с правом на отселение».
В 2005 году пгт преобразован в сельский населённый пункт (как посёлок).
С 2006 до 2013 гг. являлся центром Партизанского сельского поселения. В 2013 году вошёл в Шахтёрское сельское поселение в рамках организации местного самоуправления. В рамках административно-территориального устройства остался центром Партизанской сельской администрации.
На март 2021 года посёлок насчитывает: 6 административных зданий, 102 индивидуальных жилых дома, 57 многоквартирных жилых домов, из которых 51 согласно постановлению главы администрации МО Узловский р-н № 53 от 23.01.2007 признан непригодным для проживания.